# NFL sezona 1951.
NFL sezona 1951. je 32. po redu sezona nacionalne lige američkog nogometa. 
Sezona je počela 28. rujna 1951. Utakmica za naslov prvaka NFL lige odigrana je 23. prosinca 1951. u Los Angelesu u Kaliforniji na stadionu Los Angeles Memorial Coliseum. U njoj su se sastali pobjednici Američke konferencije Cleveland Brownsi i pobjednici Nacionalne konferencije Los Angeles Ramsi. Pobijedili su Ramsi rezultatom 24:17 i osvojili svoj drugi naslov prvaka NFL-a.
Zbog financijskih problema, momčad Baltimore Coltsa prije početka sezone odustaje od daljnjeg natjecanja, nakon samo jedne godine u NFL-u. Tako liga od sezone 1951. ima 12 momčadi. Međutim, Baltimore ponovno dobiva momčad u NFL-u 1953., ponovno pod imenom Baltimore Colts.

## Poredak po divizijama na kraju regularnog dijela sezone
| Američka konferencija |     |     |     |      |     |     |
| Momčad                | Pob | Por | Ner | %    | P+  | P-  |
| Cleveland Browns*     | 11  | 1   | 0   | 91,7 | 331 | 152 |
| New York Giants       | 9   | 2   | 1   | 81,8 | 254 | 161 |
| Washington Redskins   | 5   | 7   | 0   | 41,7 | 183 | 296 |
| Pittsburgh Steelers   | 4   | 7   | 1   | 36,4 | 183 | 235 |
| Philadelphia Eagles   | 4   | 8   | 0   | 33,3 | 234 | 264 |
| Chicago Cardinals     | 3   | 9   | 0   | 25,0 | 210 | 287 |

| Nacionalna konferencija |     |     |     |      |     |     |
| Momčad                  | Pob | Por | Ner | %    | P+  | P-  |
| Los Angeles Rams*       | 8   | 4   | 0   | 66,7 | 392 | 261 |
| Detroit Lions           | 7   | 4   | 1   | 63,6 | 336 | 259 |
| San Francisco 49ers     | 7   | 4   | 1   | 63,6 | 255 | 205 |
| Chicago Bears           | 7   | 5   | 0   | 58,3 | 286 | 282 |
| Green Bay Packers       | 3   | 9   | 0   | 25,0 | 254 | 375 |
| New York Yanks          | 1   | 9   | 2   | 10,0 | 241 | 382 |

Napomena: * - pobjednici konferencije, % - postotak pobjeda, P± - postignuti/primljeni poeni

## Prvenstvena utakmica NFL-a
- 23. prosinca 1951. Los Angeles Rams - Cleveland Browns 24:17

## Statistika

### Statistika po igračima

#### U napadu
- Najviše jarda dodavanja: Bobby Layne, Detroit Lions - 2403
- Najviše jarda probijanja: Eddie Price, New York Giants - 971
- Najviše uhvaćenih jarda dodavanja: Elroy Hirsch, Los Angeles Rams - 1495

#### U obrani
- Najviše presječenih lopti: Otto Schnellbacher, New York Giants - 11

### Statistika po momčadima

#### U napadu
- Najviše postignutih poena: Los Angeles Rams - 392 (32,7 po utakmici)
- Najviše ukupno osvojenih jarda: Los Angeles Rams - 450,8 po utakmici
- Najviše jarda osvojenih dodavanjem: Los Angeles Rams - 266,6 po utakmici
- Najviše jarda osvojenih probijanjem: Chicago Bears - 200,7 po utakmici

#### U obrani
- Najmanje primljenih poena: Cleveland Browns - 152 (12,7 po utakmici)
- Najmanje ukupno izgubljenih jarda: New York Giants - 247,8 po utakmici
- Najmanje jarda izgubljenih dodavanjem: Philadelphia Eagles - 123,2 po utakmici
- Najmanje jarda izgubljenih probijanjem: New York Giants - 76,1 po utakmici

## Vanjske poveznice
- Pro-Football-Reference.com, statistika sezone 1951. u NFL-u
- NFL.com, sezona 1951.